# Дмитриев, Василий Антонович
Василий Антонович Дмитриев (9 [22] февраля 1905, Масловка, Курская губерния — 3 января 1984, Москва) — участник Великой Отечественной войны, командир 507-го истребительно-противотанкового артиллерийского полка 5-й ударной армии 1-го Белорусского фронта, подполковник. Герой Советского Союза.

## Биография
Родился 9 (22) февраля 1905 года в дер. Масловка (ныне Прохоровского района Белгородской области) в семье крестьянина. Русский.
Окончил Харьковский педагогический техникум. Работал на шахте в Макеевке, затем в Харькове. Член ВКП(б)/КПСС с 1932 года.
В Красной Армии в 1927—1931 годах и с 1937 года. Окончил школу ПВО, Военно-политическую академию им. В. И. Ленина в 1941 году. В том же году на фронте. Затем в 1944 году окончил Высшую офицерскую артиллерийскую школу.
Командир 507-го истребительно-противотанкового артиллерийского полка подполковник Василий Дмитриев с артиллерией штурмовой армейской группы с 17 января по 4 февраля 1945 года способствовал стремительному наступлению войск армии, нанеся противнику большой урон в живой силе и технике. 30 января обеспечил форсирование с ходу реки Одер и захват плацдарма в районе населённого пункта Киниц (16 км севернее г. Зелов, Германия).
После войны продолжил службу в армии. В 1946 году окончил Высшие академические курсы.
С 1955 года полковник Дмитриев — в запасе. Жил и работал в Москве. Умер 3 января 1984 года.

## Награды
- Звание Героя Советского Союза присвоено 24 марта 1945 года.
- Награждён орденом Ленина, двумя орденами Красного Знамени, орденом Суворова 3 степени, Отечественной войны 1 степени, двумя орденами Красной Звезды и медалями.